# Eallabus House
Eallabus House ist ein Herrenhaus nördlich der schottischen Ortschaft Bridgend auf der Hebrideninsel Islay. Es liegt nördlich der weitläufigen Ländereien des Islay House, etwa 500 m nördlich von Islay House selbst und der Islay Home Farm. Direkt nördlich des Gebäudes passiert der kleine Bach Eallabus Burn, der wenige hundert Meter nordöstlich aus Loch Skerrols abfließt und südwestlich in die Meeresbucht Loch Indaal mündet. 1971 wurde das Gebäude in die schottischen Denkmallisten in der Kategorie B aufgenommen.
Eallabus House ist der Geburtsort von John Crawford, der an der Seite von Lord Minto gegen die niederländische Besitzungen auf Java zog. Im Jahre 1820 verfasste er das Werk History of the Indian Archipelago.

## Beschreibung
Das exakte Baudatum des Hauses ist nicht angegeben, sodass nur das 18. Jahrhundert als Bauzeitraum angegeben werden kann. Das dreistöckige Gebäude wurde im Georgianischen Stil gebaut. Es besteht aus zwei länglichen Trakten, die längsseitig miteinander verbunden sind. Das Gebäude wird durch einen mittig in die Vorderfront eingelassene Tür betreten. Diese ist mit Blendpfeilern verziert. Beiderseits der Eingangstüre treten zweistöckige Ausluchten mit flächigen Sprossenfenstern hervor. Oberhalb ist ein großes Drillingsfenster verbaut. Im zweiten Obergeschoss sind drei Zwillingsfenster symmetrisch angeordnet. Ziersteine rahmen die Fenster ein und sind entlang der Gebäudekanten als Bänder verbaut. Die Fassaden sind in der traditionellen Harling-Technik verputzt. Beide Gebäudeteile schließen mit schiefergedeckten Satteldächern ab. Westlich des Hauptgebäudes steht ein einstöckiges Wohngebäude. Zu den weiteren Außengebäuden zählen eine westlich gelegene Scheune mit Walmdach sowie eine Stallung mit Satteldach. Nördlich sind zwei weitere Scheunen gelegen, von denen eine einen hexagonalen Grundriss besitzt.